# Csangsai csata (1942)
A harmadik csangsai csata a második kínai–japán háború egyik összecsapása volt 1941. december 24. – 1942. január 15. között. A csatát a japán csapatok támadása váltotta ki, akik harmadszorra kísérelték meg a még kínai uralom alatt levő, stratégiai fontosságú város elfoglalását, de egyúttal igyekeztek megakadályozni azt is, hogy a kínaiak a Hongkongban védekező brit csapatok számára segítséget nyújtsanak. Habár Hong Kongot december 25-én sikeresen bevették, a japánok folytatták offenzívájukat Csangsa irányába, de a kínaiak súlyos vereséget mértek rájuk, visszavonulásra kényszerítve őket.

## A csata
A japánok 1941 decemberében harmadszor indultak meg a kínai Csangsa város elfoglalására. A támadás a hongkongi csata utolsó japán rohamával egy időben indult meg, a hadműveletet a 3, 6. és 40. japán gyaloghadtestek előrenyomulása kezdte meg, amelyek december 27-re Yueyang városáig haladtak előre, elérve a Csangsa mellett húzódó Miluo folyót. A folyón átkelve azonban heves kínai ellenállásba ütköztek, a Nemzeti Forradalmi Hadsereg egységei a Miluo és Csangsa közötti útszakaszon állandó rajtaütésekkel zavarták a japánok előrenyomulását. 
A japán csapatok december 31-én kezdték meg Csangsa ostromát - melynek civil lakosságát időközben evakuálták, mindössze 160 civil maradt a városban, tevékenyen részt véve a védelmi munkálatokban. December 31-én a japánok előbb Csangsa délnyugati részét rohamozták meg, majd ennek sikertelensége után délen és keleten próbálkoztak, áttörve a város első védelmi vonalát, de a városközponthoz közel egy második védelmi vonalba ütköztek. 
1942. január 1-jén a védők ellentámadásba lendültek, nehézfegyvereket is bevetve, amelyekkel súlyos veszteséget okoztak az ostromlóknak. Ezzel párhuzamosan egy másik kínai katonai egység a városon kívül megtámadta és elvágta a japánok utánpótlási vonalát, melynek következtében január 4-re az ostromlók ostromlottakká váltak. A városban rekedt japán csapatok felmentésére január 9-én a Yueyangban állomásozó 9. ezredet küldték, melyet azonban a kínaiak visszavertek. A csapdába esett japán csapatok - a kínaiak állandó rajtaütései mellett - heves veszteségek mellett sikeresen visszavonultak a Xingjang folyóig, ahol január 15-én átkelve kijutottak az ellenséges csapatok gyűrűjéből. 
A csangsai csata a második világháború csendes-óceáni hadszínterének első - és 1942 nyaráig egyetlen - komoly szövetséges győzelme volt, melynek következtében jelentősen megnőtt Csang Kaj-sek és a Nemzeti Forradalmi Hadsereg presztízse a szövetséges hatalmak körében. A japánok a harmadik csangsai csatát követően 1944 tavaszáig nem kísérelték meg újra a város bevételét.